# Greith (Gemeinden Sankt Michael, Sankt Stefan)
Greith ist ein Ort im Oberen Murtal in der Obersteiermark, und Ortschaft der Gemeinde Sankt Michael in Obersteiermark wie auch Ortsteil der Gemeinde Sankt Stefan ob Leoben im Bezirk Leoben der Steiermark.

## Geographie
Der Ort liegt etwa 10 Kilometer südwestlich von Leoben, halbwegs zwischen Sankt Michael und Sankt Stefan im Kraubather-St.-Michaeler-Becken. Hier bildet der Kamsberg (683 m ü. A., etwa 100 m orographisch über dem Talboden) rechtsufrig eine Schlinge der Mur, die den oberen Teil des Beckens, die Ebene längs der Mur von Kraubath an der Mur und St. Stefan, von der Weitung bei St. Michael und Einmündung des Liesingtals trennt. Der Ort liegt verstreut zwischen Murufer und Kamsberg, und dem Fuß der Gleinalpe im Süden (Schrakogel 1155 m ü. A.).
Die Ortslage umfasst etwa 70 Gebäude, die fast allesamt zu St. Stefan gehören. Trotzdem bilden die 7 St.-Michaeler Häuser, die die ursprüngliche Ortslage darstellen, und abseits vom Ortskern St. Michael am anderen Murufer liegen, eine eigene Ortschaft. Die St.-Stefaner Ortslage, um das Gehöft Meusburger, sind jüngere Siedlungshäuser, und weitgehend mit dem Ortskern St. Stefan verwachsen. Grenze ist der Lobmingbach, der hier von Süden in die Mur mündet, links ist St. Stefan, rechts Greith, bacheinwärts Vorderlobming. Statistisch werden sie zum Gemeindehauptort gerechnet, gemeindeüblich bilden sie aber einen eigenständigen Ortsteil. Die Gemeindegrenze verläuft über den Kamsberggipfel und die Geländeschwelle, und dann zum Lobmingbach. Zum St.-Michaeler Ortsteil gehört auch das Gehöft Hameta oben am Hang des Schrakogels.
Nachbarortschaften:
| Kaisersberg (Gem. Sankt Stefan o.L.) (Mur)      |                                             | Brunn (Gem. Sankt Michael i.O.) (Mur) |
| Preßnitz (Gem. Sankt Michael i.O.) (Mur)        | Kompassrose, die auf Nachbargemeinden zeigt |                                       |
| Sankt Stefan ob Leoben (Gem. Sankt Stefan o.L.) | Vorderlobming (Gem. Sankt Stefan o.L.)      |                                       |

## Geschichte
An das Gefecht bei St. Michael in den Franzosenkriegen 25. Mai 1809, das sich primär um St. Walburga abspielte, bei dem aber trotz der heftigen Gefechte kein Haus in Flammen aufging, erinnert das Franzosenkreuz über dem Ort.
Der kleine Ort wurde mit 1. Jänner 1981 geteilt, und die Murtaleinwärtige Hälfte in das Gemeindegebiet St. Stefan als Ortsentwicklungsgebiet eingegliedert. Seither setzte hier rege Bautätigkeit ein.
|            | Hzgt. Steier   | Hzgt. Steier   | Hzgt. Steier    | Hzgt. Steier    | Hzgt. Steier     | Bld. Steiermark | Bld. Steiermark | Bld. Steiermark | Bld. Steiermark | Bld. Steiermark | Bld. Steiermark | Bld. Steiermark |
|            | (Mon. Österr.) | (Mon. Österr.) | (Kthm. Österr.) | (Kthm. Österr.) | (Österr.- Ugrn.) | (Rep. Österr.)  | (Rep. Österr.)  | (Rep. Österr.)  | (Rep. Österr.)  | (Rep. Österr.)  | (Rep. Österr.)  |                 |
|            | 1770           | 1782           | 1812            | 1819            | 1869             | 1951            | 1961            | 1971            | 1981            | 1991            | 2001            | 2011            |
| St.Michael | 91             | 65             | 62              | 76              | 62               | 65              | 60              | 74              | 32              | 26              | 25              |                 |
| St.Stefan  |                |                |                 |                 |                  |                 |                 |                 | ca. 30          | −               | −               |                 |
| St.Michael | 13             | ∗12            | 14              | −               | 10               | 9               | 11              | 18              | 8               | 8               | 7               | 7               |
| St.Stefan  |                |                |                 |                 |                  |                 |                 |                 | ca. 10          | −               | −               | ca. 60          |

∗ 1770 und wieder 1812 wurden auch unbewohnte Häuser gezählt, kein faktischer Rückgang